# Leistadt
Leistadt is een plaatsje in de Duitse gemeente Bad Dürkheim, deelstaat Rijnland-Palts. Eind 2018 telde het 1.194 inwoners.

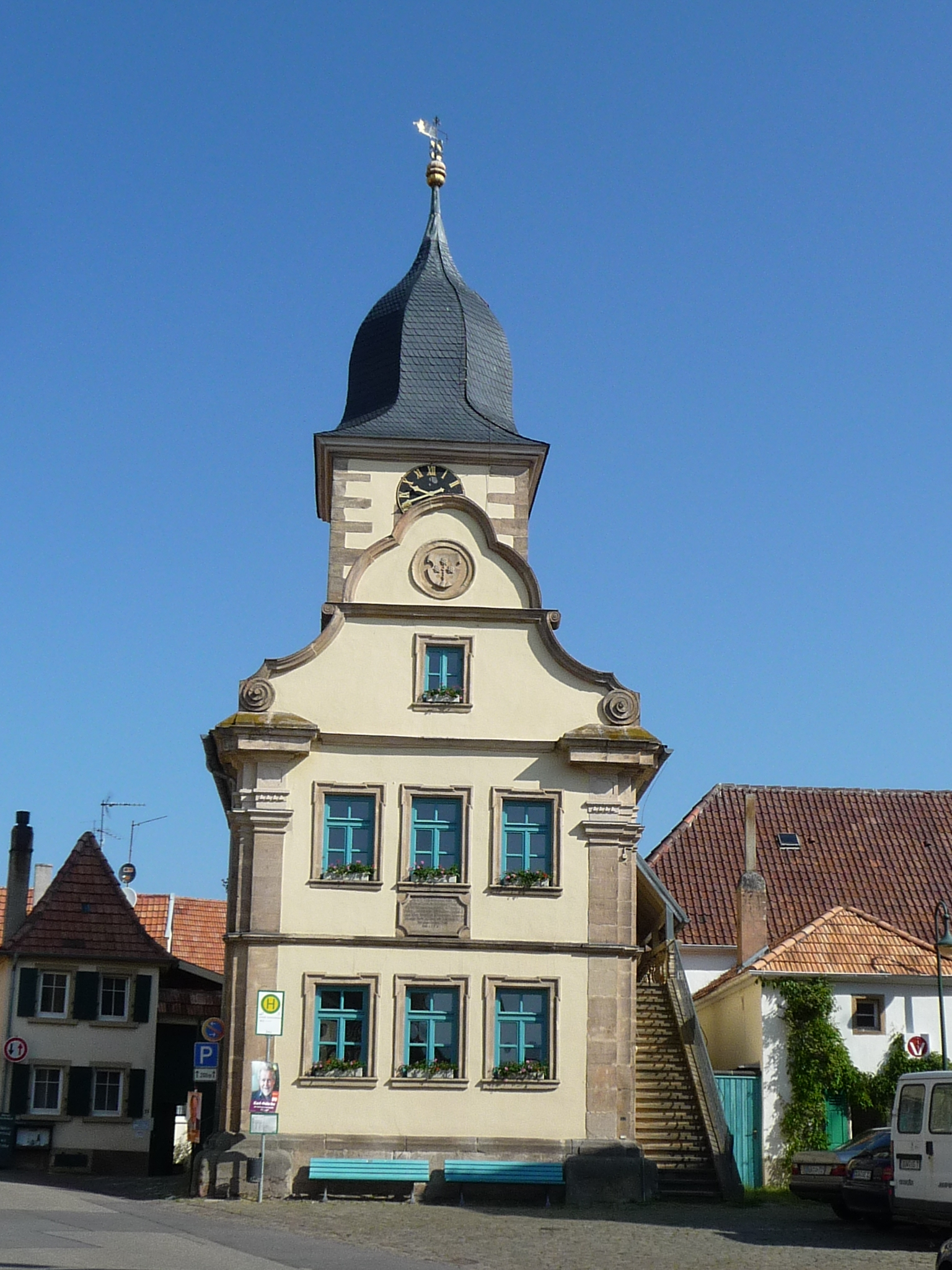
Raadhuis (1750)

Tot 1862 heette de plaats Hartenburg.
Hoewel het plaatsje reeds sinds de middeleeuwen bestaat, en de naam anders suggereert, is het een dorp en geen stad. In 1689 werd Hartenburg, tijdens de Negenjarige Oorlog (1688-1697), geheel door Franse soldaten verwoest, en daarna herbouwd. 
Een klein gedeelte van Leistadt ligt in het ecologisch zeer waardevolle natuurgebied Naturschutzgebiet Felsenberg-Berntal.